# Аутостопер (филм из 2007)
Аутостопер (енгл. The Hitcher) амерички је слешер хорор филм из 2007. године, режисера Дејва Мајерса и продуцента Мајкла Беја, са Шоном Бином, Софијом Буш, Закаријем Најтоном и Нилом Макдоном у главним улогама. Представља римејк истоименог филма из 1986, као и треће остварење у овом серијалу.
Рутгера Хауера је у насловној улози заменио Шон Бин, К. Томаса Хауела у улози Џима Холсија Закари Најтон, док је улогу његове девојке (којој је у римејку име из Неш промењено у Грејс) од Џенифер Џејсон Ли преузела Софија Буш. Према одлуци Мајкла Беја, направљена је промена у односу на оригинални сценарио по коме се у улози главног протагонисте налази Џимова девојка, а не он.
Филм је премијерно приказан 19. јануара 2007. Остварио је солидан комерцијални успех и добио осредње и претежно негативне оцене критичара.

## Радња
Студенти Џим Холси и Грејс Ендруз возе се аутомобилом кроз Нови Мексико, како би се срели са својим пријатељима током пролећног распуста. Прве вечери вожње, они замало ударе једног аутостопера, који стоји насред пута. Џим нагло скрене и изгуби контролу над аутомобилом, који се заврти на путу и стане. Док мушкарац прилази, Грејс инсистира да ће неко други стати да му помогне, те они продуже даље.
Касније те вечери, на бензинској пумпи, Џим поново сретне истог стопера, који му се представи као Џон Рајдер и замоли га за превоз. Џим невољно пристане. Током вожње он изненада постане насилан и нападне их, уперивши нож Грејс у око. Он саопшти Џиму да је једини начин да их обоје спасе - да изговори "Ја желим да умрем". Џим нагло закочи, услед чега Џон удари главу о шофершајбну, а затим га Џим избаци из аутомобила. Грејс саопшти Џиму да жели да се врати кући, али је он убеди да наставе путовање.
Следећег дана Џим и Грејс спазе Џона у једном породичном аутомобилу. Њих двоје покушају да упозоре породицу, али се слупају. Принуђени су да продуже даље пешице и на крају нађу породични аутомобил поред пута; мајка и деца већ су мртви, док отац, иако смртно рањен, још увек даје знаке живота. Они узму ауто и стану код оближњег кафића да му пруже помоћ, али човек умре.
Осумњичени за убиства, Џим и Грејс ухапшени су и приведени у полицијску станицу. Убрзо затим појави се Џон и побије све присутне полицајце у станици, док Џим и Грејс побегну. Поручник Естериџ нареди остатку полиције да се дају у потеру за њима, али се појави Џон и самостално елиминише сва полицијска возила и хеликоптер, помогавши Џиму и Грејс да побегну од полиције.
Грејс и Џим одседну у мотелу. Грејс заспи, али је пробуди Џон, који покуша да је сексуално напаствује. Она га савлада и сакрије се у купатилу. Џон нестане, те Грејс изиђе из мотела да потражи Џима и затекне га ланцима везаног између камиона и приколице. Грејс приђе камиону, који Џон турира притиснута квачила, и захтева од њега да престане. Полиција стигне на лице места и нареди Грејс да баци пиштољ, док Џон отпусти квачило и располути Џима. Џон је потом ухапшен.
Наредног јутра поручник Естериџ саопшти Грејс да се прави Џон Рајдер води као нестао, те да не знају стоперов прави идентитет. Он је обавести да ће стопер бити превезен у други затвор. Током пута стопер се ослободи и побије све присутне у полицијском комбију, услед чега возило слети с пута и слупа се, док се поручник Естериџ и Грејс слупају у непосредној близини иза њих. Стопер испали хитац из Естериџовог пиштоља у локву бензина, који се запали. Грејс се да у потрагу за стопером, с намером да га убије, али јој стопер приреди сачекушу и разоружа је, а затим је убаци у комби и зароби, али она успева да побегне. Стопер потом упуца на смрт поручника Естериџа његовим сопственим пиштољем док је овај повређен и заглављен у свом аутомобилу. Грејс упуца стопера у леђа сачмаром, а затим и у прса. Стопер је упита: "Добар осећај, зар не?", на шта она одговори: "Не осећам ама баш ништа", пре него што га упуца у главу.

## Улоге
| Глумац         | Улога                              |
| -------------- | ---------------------------------- |
| Шон Бин        | Џон Рајдер / Аутостопер            |
| Софија Буш     | Грејс Ендруз                       |
| Закари Најтон  | Џим Холси                          |
| Нил Макдона    | поручник Естериџ                   |
| Кајл Дејвис    | продавац                           |
| Скип О’Брајен  | шериф Харлан Бремер старији        |
| Травис Шулт    | заменик шерифа Харлан Бремер млађи |
| Дени Болеро    | полицајац Едвардс                  |
| Лорен Кон      | Марлена                            |
| Јара Мартинез  | Бет                                |
| Џефри Хачинсон | отац                               |